# Championnat d'Irlande de football 1910-1911
Navigation
Édition précédente Édition suivante
Le vingt et unième championnat d'Irlande de football se déroule en 1910-1911. Deux équipes terminent la compétition ex æquo à la première place avec 22 points. Un match d’appui est organisé pour attribuer le titre de champion d’Irlande. Il oppose Linfield FC et  Glentoran FC. Linfield l’emporte 3 buts à 2.
Linfield FC remporte son onzième titre de champion d’Irlande. 
La fédération irlandaise rétabli cette année-là le système de relégation/promotion. Le club classé dernier est retiré du championnat pour jouer dans une compétition régionale. Un club est choisi par la fédération pour le remplacer.

## Les 8 clubs participants
- Belfast Celtic
- Bohemian FC
- Cliftonville FC
- Derry Celtic
- Distillery FC
- Glentoran FC
- Linfield FC
- Shelbourne FC

## Classement
| Rang | Équipe          | Pts | J  | G  | N | P | Bp | Bc | Diff |
| ---- | --------------- | --- | -- | -- | - | - | -- | -- | ---- |
| 1    | Linfield FC     | 22  | 14 | 9  | 4 | 1 | 29 | 11 | +18  |
| 2    | Glentoran FC    | 22  | 14 | 10 | 2 | 2 | 39 | 12 | +27  |
| 3    | Belfast Celtic  | 15  | 14 | 5  | 5 | 4 | 21 | 19 | +2   |
| 4    | Cliftonville FC | 14  | 14 | 5  | 4 | 5 | 16 | 22 | -6   |
| 5    | Derry Celtic    | 14  | 14 | 5  | 4 | 5 | 21 | 29 | -8   |
| 6    | Shelbourne FC   | 10  | 14 | 3  | 4 | 7 | 15 | 31 | -16  |
| 7    | Distillery FC   | 9   | 14 | 2  | 5 | 7 | 13 | 19 | -6   |
| 8    | Bohemian FC     | 6   | 14 | 1  | 4 | 9 | 14 | 25 | -11  |

|  | Champion d'Irlande |
|  | Relégation         |

- Match d’appui : Linfield FC 3-2 Glentoran FC

## Bilan de la saison
| Tableau d'Honneur                 |               |
| Compétition                       | Vainqueur     |
| Championnat d'Irlande de football | Linfield FC   |
| Coupe d'Irlande de football       | Shelbourne FC |

| Promotions et relégations |             |
| Relégués                  | Bohemian FC |
| Promus                    | Glenavon FC |